# Valira
Valira – ciek na Półwyspie Iberyjskim, najdłuższa rzeka Andory, dopływ Segre (uchodzi do niej w hiszpańskiej miejscowości Seo de Urgel).